# Devil in the Detail
Pour les articles homonymes, voir Devil in the Details (homonymie).
Pour plus de détails, voir Fiche technique et Distribution.
Devil in the Detail est un film ghanéen réalisé par Shirley Frimpong-Manso et sorti en 2014.

## Synopsis
Helen et Ben forment un couple heureux et amoureux. Mais Ben constate plusieurs détails qui lui font douter de la fidélité de sa femme, quand lui-même fait l'objet d'avances de sa secrétaire Claudia. Il finit par céder à celle-ci, avant de s'apercevoir que les comportements inexpliqués de son épouse n'étaient dus qu'à l'organisation de son anniversaire. Il cherche alors à retrouver la sérénité conjugale.

## Fiche technique
Sauf indication contraire, les informations mentionnées dans cette section peuvent être confirmées par la base de données cinématographiques IMDb,  présente dans la section « Liens externes ».
- Titre : Devil in the Detail
- Réalisation : Shirley Frimpong-Manso
- Scénario : Shirley Frimpong-Manso d'après un sujet de Ken Attoh et Shirley Nana Akua Manso
- Photographie : Ken Attoh, Eric Opong Appiah
- Production : Ken Attoh, Shirley Frimpong-Manso
- Société(s) de production : Sparrow Productions
- Musique : Ivan Ayitey
- Pays d'origine : Ghana
- Langue originale : anglais
- Format : couleurs et noir et blanc - Vidéo HD - 16/9
- Genre : Drame
- Durée : 94 minutes (1 h 34)
- Dates de sortie :
  -  Ghana : 14 février 2014

## Distribution
- Nse Ikpe Etim : Helen Ofori
- Adjetey Anang : Ben Ofori
- Ama Ampofo : Claudia
- Mawuli Gavor : Sam